# Sphenocratus alakulis
Sphenocratus alakulis är en insektsart som beskrevs av Alexander Fyodorovich Emeljanov 1971. Sphenocratus alakulis ingår i släktet Sphenocratus och familjen Dictyopharidae. Inga underarter finns listade i Catalogue of Life.